# ۱٬۱٬۲-تری‌کلرواتان
۱،۱،۲-تری‌کلرواتان (به انگلیسی: 1,1,2-Trichloroethane) با فرمول شیمیایی C۲H۳Cl۳ یک ترکیب شیمیایی با شناسه پاب‌کم ۶۵۷۴ است. که جرم مولی آن ۱۳۳٫۴۰ g/mol می‌باشد. 